# Bundesautobahn 23
De Bundesautobahn 23 (kort BAB 23, A23 of 23), ook wel Westküstenautobahn genoemd, is een Duitse autosnelweg die Heide met Hamburg verbindt. In Hamburg sluit de A23 aan op de A7. De A23 dient veelal ter vervanging en ontlasting van de B5.

## Verloop
De A23 begint bij Dreieck Hamburg-Nordwest, de eerste aansluiting is Eidelstedt. Kort daarna passeert de A23 de grens met Sleeswijk-Holstein en doorkruist Krupunder. Het gaat om de binnenstad van Pinneberg en Elmshorn heen en gaat vervolgens verder langs Lägerdorf. In verder verloop volgt de randweg om Itzehoe, daarna wordt het Noord-Oostzeekanaal ter hoogte van de gemeente Schafstedt gekruist, passeert Albersdorf en loopt in noordwestelijke richting tot Heide, welke aan de zuidwestkant gepasseerd wordt. Noordwestelijk van Heide gaat de snelweg over in de B5. 

## Historie
Het eerste trajectdeel werd in 1964 vanaf de huidige aansluiting Hamburg-Stellingen als randweg om Hamburg-Eidelstedt tot de grens van Hamburg vrijgegeven. Dit gedeelte tussen Stellingen en Krupunder werd gelijktijdig met de nieuwbouw van de B4 richting Neumünster en Kiel (tegenwoordig onderdeel van de A7) in deze omgeving gepland en gebouwd. Het huidige Dreieck Hamburg-Nordwest mankeert de splitsing van beide toenmalige Bundesstraßen. In 1968 was de vier rijstroken tellende passage door Halstenbek (met verkeerslichten geregelde kruispunten) en de randweg om Pinneberg gereed, beide toen als nieuwbouw van de B5, waarna de weg vanaf 1968 noordelijk van de aansluiting Pinneberg-Nord bij Kummersfeld in het oorspronkelijke tracé overging. In 1975 volgde het gedeelte tot Elmshorn en in 1981 kon ook het gedeelte tot Itzehoe voor het verkeer worden opengesteld. Het laatste gedeelte tussen Itzehoe en Heide werd in 1990 geopend. Sinds 1975 is het traject als A23 genummerd, nog met de onderbreking in Halstenbek (hier nog, tot de ongelijkvloerse ombouw in 1986, als B5).
Reeds in het begin van de jaren 60 hadden regionale vertegenwoordigers van de westkust op een betere aansluiting met het Duitse wegennet aangedrongen. De eerste plannen voor een snelweg tussen Hamburg en Zuid-Sleeswijk stammen uit de jaren 30, toen zag men reeds in dat de verkeerstoestand van de toenmalige Reichsstraße 5 verbeterd diende te worden. Er werd onder andere een randweg om Elmshorn voorbereid, die tussen 1947 en 1950 voltooid werd.
Op 12 mei 1969 kondigde Bondsverkeersminister Georg Leber aan dat de toenmalige B204 tussen Itzehoe en Heide (een kortere route tussen beide steden dan de B5, die met een ruime boog langs de westkust loopt) van tweestrooksweg om te bouwen naar vierstrooksweg met vaste rijbaanscheiding. In februari 1984 begon men aan de bouw van het laatste gedeelte tussen Schafstedt en de pont bij Hohenhörn. Op 20/21 mei 1989 werd de 360 meter lange en 56 meter hoge Hochbrücke Hohenhörn over het Noord-Oostzeekanaal feestelijk ingewijd. Daarna werd als eerste in juni 1990 de randweg van Heide vrijgegeven, alvorens de gehele autosnelweg werd vrijgegeven. Dat volgde op 1 oktober 1990 met de opening van het 8 kilometer lange stuk tussen de aansluitingen Schenefeld en Itzehoe-Nord. De bouw van het 45 kilometer lange traject tussen Itzehoe en Heide kostte 402 miljoen Duitse mark (tegenwoordig rond de €336 miljoen). De snelweg telt op dit trajectdeel meer dan 70 bruggen.

### Nieuwbouw Störbrücke

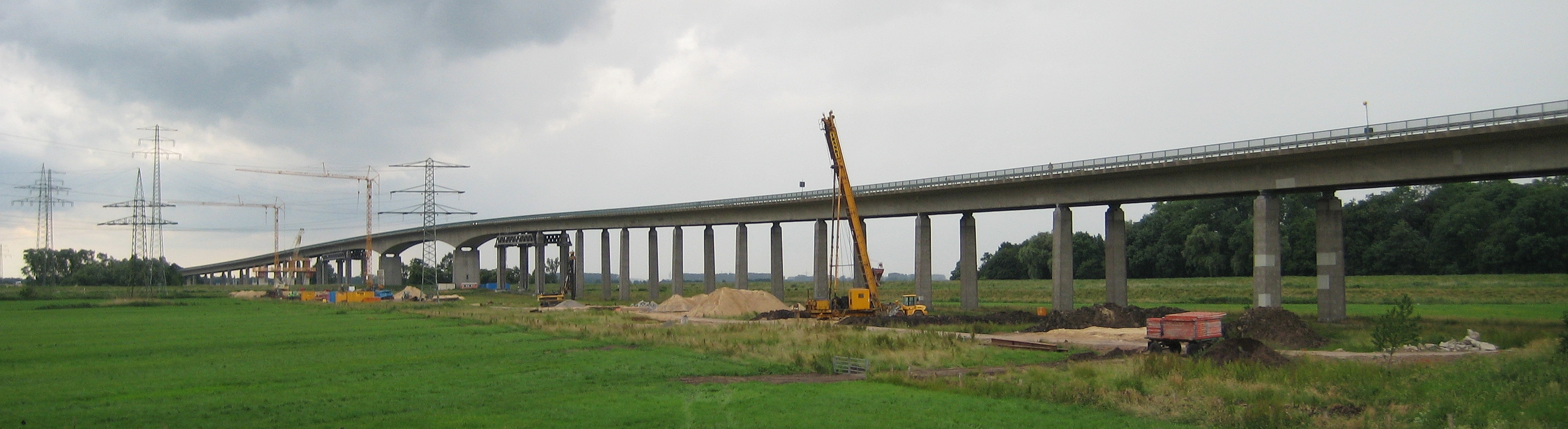
Oude Störbrücke in de A23 bij het begin van de werkzaamheden. Goed te zien zijn de al jaren bestaande stalen ondersteuningen rechts en links van het brugdeel over de rivier.

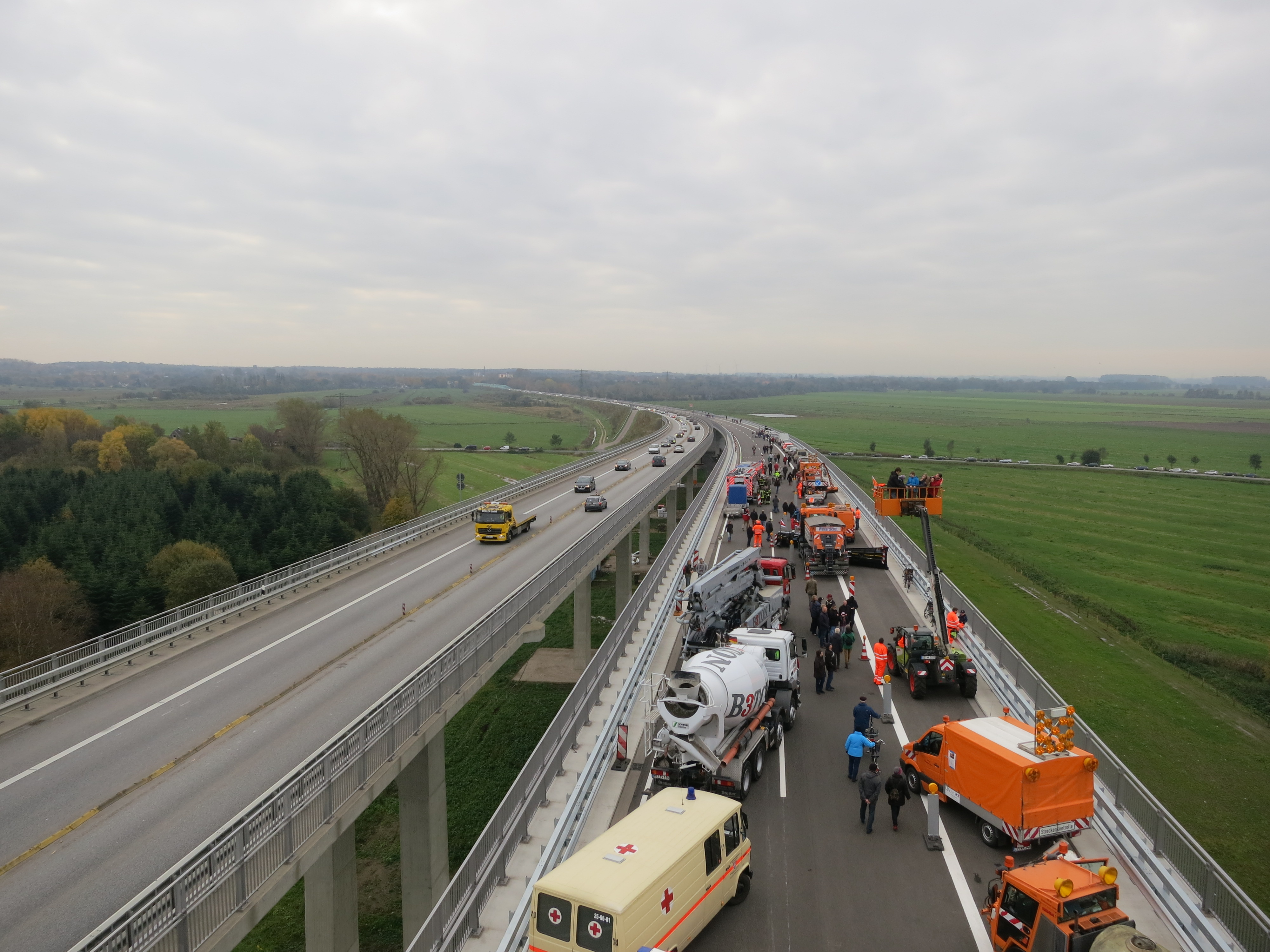
Feestelijke opening van de westelijke Störbrücke in oktober 2015.

Op 2 maart 2006 werd de B5/B204 tussen de aansluitingen Itzehoe-Mitte en Itzehoe-Süd verbreed naar 2x2 rijstroken en op 11 juni 2006, ook als A23, vrijgegeven. De hier tussen 1965 tot 1967 gebouwde Störbrücke werd tot 2013 gebruikt door het verkeer en daarna gesloopt, omdat de interne stalen kabels verroest waren en vanaf het begin twijfels waren over de kwaliteit van de gebruikte bouwmaterialen, waardoor een renovatie niet zinvol was. Het werd door twee nieuwe bruggen met elk twee rijstroken en een vluchtstrook vervangen. Als eerste werd de noordoostelijke burg nieuw gebouwd, nadat deze in juni 2010 werd vrijgegeven werd de oude burg afgebroken en op dezelfde locatie de tweede nieuwe brug gebouwd. Deze werd in oktober 2015 voor het verkeer vrijgegeven. Het ontwerp van de nieuwe brug werd geïnspireerd op Paul Klee zijn schilderij Revolution des Viaduktes. De kosten voor het voltooien van de onderbreking bij Itzehoe was ongeveer €159 miljoen. Hiervan was ongeveer de helft voor rekening van de sloop en bouw van de Störbrücke.

## Geplande verbreding
De A23 zal op lange termijn in de omgeving van Hamburg verbreed worden naar 2x3 rijstroken. Tot alle wettelijke procedures doorlopen zijn kan als overgangsoplossing de vluchtstrook als spitsstrook worden gebruikt. Het trajectdeel is in het bijzonder overbelast door woon-werkverkeer, dagelijks worden hier meer dan 75.000 voertuigen geteld. In het begin 2016 vastgestelde Bundesverkehrswegeplan 2030 heeft de verbreding naar 2x3 rijstroken van de A23 tussen Tornesch en Eidelstedt de hoogste prioriteit (vordringlichen Bedarf - Engpassbeseitigung) gekregen.